# Усть-Шоноша (присілок)
Усть-Шоноша (рос. Усть-Шоноша) — присілок в Вельському районі Архангельської області Російської Федерації.
Населення становить 383 особи. Входить до складу муніципального утворення Усть-Шоношське муніципальне утворення.

## Історія
Від 1937 року належить до Архангельської області.
Від 2004 року належить до муніципального утворення Усть-Шоношське муніципальне утворення.

## Населення
| 2002 | 2010 | 2012 | 2014 |
| ---- | ---- | ---- | ---- |
| 422  | ↘394 | ↘383 | →383 |